# Где моё лето?
Где моё лето? — музыкальный проект музыканта и писателя Константина Максимюка.
Проект записывает достаточно эклектичную ретро-музыку, сочетающую в себе элементы поп-музыки, бард-рока и порой даже русского шансона. Авторское самоопределение музыкального стиля проекта — климат-рок, которого «до нас не было и после нас будет», но благодаря которому когда-нибудь «в мире станет немного теплее».

## История
Музыкальный проект был основан в 2014 году музыкантом и писателем Константином Максимюком. Начиная с первого альбома концепцией проекта стало приглашение известных музыкантов, в частности, участников «Машины времени», со многими из которых Константин знаком лично.
В этом же году был выпущен альбом под названием — «Где моё лето?». Продюсером альбома стал Максим Самосват, а в записи приняли участие Денис Маринкин, Денис Хромых, Александр Дитковский, Тим Палмер, Тед Йенсен и др. Алексей Мажаев охарактеризовал дебютный альбом, как ориентированный на людей среднего возраста, и заметил, что для 2010-х годов он за счёт этого звучит достаточно свежо. Он однако предостерёг слушателя от завышенных ожиданий по поводу этой группы, подведя итог, «что музыкантам по-прежнему почти нечего предложить поколению 30-40-летних, кроме эксплуатации ностальгической темы».
В 2016 году вышел альбом который получил название «Ботаник». В рецензии на него Мажаев отметил «балладную взволнованность с некой сатирической направленностью», которые, в сочетании с отсутствием чёткого представления о целевой аудитории альбома, вызвали у него некоторое недоумение. Альбом оставил у рецензента ощущение отсутствия искренности.
В 2019 году выходит в свет альбом «Уходя, гасите свет», который был заявлен как последний в деятельности группы. В записи песни «Победа» принял участие Евгений Маргулис. В своей рецензии Алексей Мажаев написал, что заявленный в качестве прощального альбом не стал для музыкального проекта каким-либо прорывом, и, при достаточно эклектичной стилистике, музыка группы интересна лишь в той степени, в какой «музыканты успешно вживаются в роль артистов из 60-х».

## Дискография
| Оценки критиков | Оценки критиков |
| Источник        | Оценка          |
| --------------- | --------------- |
| InterMedia      | [ 4 ]           |

| Оценки критиков | Оценки критиков |
| Источник        | Оценка          |
| --------------- | --------------- |
| InterMedia      | [ 5 ]           |

| Оценки критиков | Оценки критиков |
| Источник        | Оценка          |
| --------------- | --------------- |
| InterMedia      | [ 1 ]           |

### Альбомы
- «Где моё лето?» (2014)
- «Ботаник» (2016)
- «Уходя, гасите свет» (2019)